# Mako Oda
Mako Oda, née le 17 décembre 1983 à Tokyo, est une actrice pornographique idole et gravure idol japonaise.

## Biographie
Elle est née à Tokyo, quand elle avait 16 ans, elle est devenue modèle de gravure,. En 2010, elle a fait ses débuts sous le label exclusif  Attackers ,.